# ЦЕИ Интерлига 2014.
ЦЕИ Интерлига 2014. је четврта сезона ЦЕИ Интерлиге. У такмичењу учествује пет клубова. Два клуба су из Србије и Мађарске, a један из Словачке.
Сезона је почела 29. марта утакмицама првог кола. Бранилац титуле је екипа Монархса из Братиславе.

## Тимови
| Земља    | Клуб                 | Члан лиге од-до  |
| -------- | -------------------- | ---------------- |
| Србија   | Блу драгонси Београд | 2011, 2014-      |
| Србија   | Пантерси Панчево     | 2011, 2014-      |
| Мађарска | Каубојси Будимпешта  | 2011-2012, 2014- |
| Мађарска | Харикенси Будимпешта | 2013, 2014-      |
| Словачка | Монархси Братислава  | 2012-2013, 2014- |